# كريم هنداوي
كريم هنداوي (مواليد 1 مايو 1988) لاعب كرة يد مصري كان من ناشئي النادي الاهلي المصري و انتقل الى نادي الزمالك المصري ومنه الى انديه عديدة خارج مصر و
يلعب سعودي لصالح نادي الصفا السعودي ويمثل منتخب مصر.

## روابط خارجية
- كريم هنداوي على موقع الاتحاد الدولي لكرة اليد (الإنجليزية)
- كريم هنداوي على موقع الاتحاد الأوروبي لكرة اليد (الإنجليزية)
- كريم هنداوي على موقع اللجنة الأولمبية الدولية (الإنجليزية)
- كريم هنداوي على موقع أوليمبيديا (الإنجليزية)